# Sher Bahadur Deuba
Sher Bahadur Deuba (Nepali:शेर बहादुर देउवा;13 de junho de 1946) é um político nepalês que serviu como Primeiro-ministro do Nepal, de 1995 a 1997, de 2001 a 2002, de 2004 a 2005, de 2017 a 2018 e de 2021 a 2022. Ele também é o Presidente do Congresso do Nepal, eleito com mais de 60% dos votos na 13ª Convenção do partido em 2016.
Foi eleito Primeiro Ministro pela segunda vez quando sucedeu Girija Prasad Koirala, que renunciou em julho de 2001. Deuba dissolveu a Câmara dos Deputados em maio de 2002 para realizar novas eleições, mas não conseguiu fazê-lo devido à guerra civil em andamento. Isso também levou a uma divisão no Congresso do Nepal, com Deuba liderando o partido do Congresso do Nepal (Democrata). O rei Gyanendra removeu Deuba em outubro de 2002, chamando-o de incompetente por não realizar eleições parlamentares. Depois de dois outros governos, Gyanendra restabeleceu Deuba ao cargo de primeiro-ministro em 2004. Ele foi novamente afastado do cargo em 1º de fevereiro de 2005 pelo rei Gyanendra, que dissolveu o governo por três anos e tomou o poder direto.
Deuba foi condenado a dois anos de prisão em julho de 2005 por acusações de corrupção, mas foi posteriormente libertado em 13 de fevereiro de 2006, depois que o órgão anticorrupção que o condenou foi dissolvido. Um membro do partido do Congresso Nepali (Democrata) de Deuba, Dip Kumar Upadhaya, disse à Associated Press que a libertação de Deuba foi "uma vitória para a democracia e uma derrota humilhante para o regime real".

## Carreira Política
Sher Bahadur Deuba foi eleito deputado três vezes, representando o distrito de Dadeldhura. Após protestos de rua contra o governo da UML de Man Mohan Adhikari, ele foi declarado líder parlamentar do Congresso nepalês em 1994.
Na eleição realizada para selecionar o líder parlamentar do Congresso nepalês após a renúncia de G. P. Koirala, em 2001, ele derrotou Sushil Koirala por uma margem enorme. Essa vitória o estabeleceu como um líder poderoso, especialmente porque seu rival foi apoiado por G. P. Koirala, presidente do Congresso nepalês.
No entanto, em 2009, ele perdeu a eleição para o cargo de Líder do Partido Parlamentar do Congresso Nepali para Ram Chandra Paudel. Sua perda foi atribuída ao seu apoio ao líder do partido G. P. Koirala, que queria que sua filha Sujata Koirala liderasse o partido.

## Vida Pessoal
Deuba é natural de Asigram, Dadeldhura, um dos distritos mais remotos da região oeste do Nepal. Sua família é da dinastia real de Chandravanshi rajput. É conhecido como Thakuri (Rajput) da região de Doti. Tem seis irmãos, incluindo Sher Bahadur, o mais velho.
Ele é casado com o Dra. Arzu Rana Deuba.
Em novembro de 2016, Deuba recebeu um doutorado honorário pela Universidade Jawaharlal Nehru.
Deuba é mestre em ciências políticas e bacharel em artes e direito. Ele foi pesquisador de ciências políticas na London School of Economics, de 1988 a 1992; Sher Bahadur Deuba também era um "pesquisador" da LSE.[8] Deuba parece ter se registrado como estudante em uma categoria chamada "taxa de pesquisa", permitindo que ele use a biblioteca do LSE e tenha um professor designado para orientação geral.

## Congresso do Nepal (Democrata)
Após uma disputa entre Girija Prasad Koirala, presidente do Congresso nepalês e Sher Bahadur Deuba, primeiro-ministro, sobre a continuação da situação de emergência no Nepal, o Congresso nepalês foi dividido verticalmente no Congresso nepalês liderado por Koirala e no Congresso nepalês (democrata) liderado por Deuba. Ambas as partes se fundiram em 2007 com o nome de partido unificado para permanecer como Congresso do Nepal.

## Eleição da Assembleia Constituinte de 2008
Na eleição da Assembleia Constituinte, realizada em 10 de abril de 2008, o Congresso Nepali nomeou Deuba como candidato aos distritos eleitorais Dadeldhura e Kanchanpur-4 sob o sistema de primeiro-após-o-posto (FPTP). Ele ganhou de ambos os círculos eleitorais.
Na votação subsequente a Primeiro Ministro, realizada na Assembleia Constituinte em 15 de agosto de 2008, Deuba foi nomeada pelo Congresso do Nepal, mas foi derrotado por Prachanda, do Partido Comunista do Nepal (maoísta). Deuba recebeu 113 votos, enquanto Prachanda recebeu 464.

## 2017-Presente
Ele foi empossado como Primeiro Ministro do Nepal em 7 de junho de 2017. Deuba estava encarregado do governo que conduziu com sucesso as eleições dos três níveis (Parlamentar, Provincial e Local) em diferentes fases em 2017. Após um mandato bem-sucedido, ele renunciou em 15 de fevereiro de 2018, abrindo caminho para KP Oli assumir o cargo. após o congresso nepalês enfrentar um resultado humilhante e o Partido Comunista do Nepal emergir como o maior partido nas eleições legislativas nepalesas de 2017. A derrota foi atribuída à decisão tomada de impeachment da presidente do Supremo Tribunal Sushila Karki, bem como à resposta morna ao sanções da Índia pelo Congresso do Nepal.
Em 12 de julho de 2021, a Suprema Corte decidiu que a dissolução do parlamento pela Presidente Bidya Devi Bhandari (feita por recomendação do Primeiro-ministro Oli) foi ilegal. A corte então requisitou que Deuba fosse apontado como o próximo primeiro-ministro do Nepal, citando o artigo 76(5) da constitução, num prazo de 28 horas. Isso foi celebrado pela então aliança de oposição liderada pelo partido do Congresso do Nepal.
Em 13 de julho de 2021, a Presidente Bidya Devi Bhandari formalmente apontou Sher Bahadur Deuba como primeiro-ministro, sendo a quinta vez que ele assumiu este cargo.

## Internacional Socialista
Deuba foi eleito vice-presidente da Internacional Socialista durante seu congresso em Atenas, Grécia, de 30 de junho a 2 de julho de 2008.